# Polski Fiat
Polski Fiat var et polsk bilmærke, som byggede biler fra den italienske bilfabrikant Fiat på licens.

## Historie
Polski Fiat blev grundlagt i 1921 som distributionsfirma til Fiat-biler. På basis af en licensaftale med Fiat monteredes fra 1934 modellerne 508 og 518, som solgtes som Polski Fiat. I 1936 modificeredes Polski Fiat 508. Firmaet byggede også offroadere til det polske militær. Efter felttoget i Polen i 1939 nedlagdes fabrikken.
I 1948 planlagdes en ny licensaftale med Fiat, som dog på grund af færdiggørelsen af FSO-fabrikken ikke blev realiseret.
I 1968 blev mærket genoplivet med den hos Fabryka Samochodów Osobowych (FSO) byggede Polski Fiat 125p. Bilen blev eksporteret til såvel DDR som Vesttyskland og fremstillet under dette navn frem til 1982 og derefter frem til 1991.
Den anden i Polen på Fiat-licens byggede model var Fiat 126 (kaldenavn Maluch, lille), som mellem 1975 og 2000 blev bygget hos Fabryka Samochodów Małolitrażowych (FSM) til det polske og det vesteuropæiske marked. Størstedelen af de i Tyskland solgte biler af denne type stammer fra Polen, og kan kendes på logoet FSM på en af bilens sider. Polsksolgte biler bærer et Polski Fiat-skrifttræk fra Fabryka Samochodów Małolitrażowych.